# Товстик, Владимир Антонович
Влади́мир Анто́нович То́встик (род. 24 июня 1949, Минск) — белорусский художник. Заслуженный деятель искусств Белорусской ССР (1990). Лауреат Государственной премии Республики Беларусь (1994). Народный художник Беларуси (2010). Профессор (2011). Заведующий кафедрой рисунка Белорусской государственной академии искусств.

## Краткая биография
Владимир Антонович Товстик родился в 1949 г. в г. Минске.
С 1966 по 1972 гг. учился у Натана Воронова в Белорусском театрально-художественном институте.
1973—1976 гг. учёба в творческих мастерских Академии художеств СССР в г. Баку под руководством Абдуллаева М. Г.
С 1972 г. — постоянный участник республиканских, всесоюзных и зарубежных выставок.
С 1978 г. Член Союза художников Беларуси.
С 1976 г. доцент кафедры рисунка Академии искусств Беларуси.
В 1990 г. присвоено почётное звание «Заслуженный деятель искусств Белорусской ССР».
В 1994 г. присуждена Государственная премия Республики Беларусь за серию живописных работ «Свет и тени».
B 1995 г. стал лауреатом премии миссии ООН в Беларуси «Хабитат-II».
В 2010 г. присвоено почётное звание «Народный художник Беларуси».
В 2011 г. присвоено учёное звание «профессор» по специальности «Искусство».
В 2019 г. награждён орденом Франциска Скорины.

## Общественная деятельность
Владимир Товстик принял активное участие в Днях культуры Республики Беларусь в Сирийской Арабской Республике и Арабской Республике Египет.
Участвовал в совместных проектах литературной газеты и постоянного комитета союзного государства Беларуси и России. В 2002 г. участвовал в Художественной выставке в «Белграде».
В 2006 г. в Городской художественной галерее произведений Щемелева Л. Д. выставлялся в составе выставки «Посвящение» (живопись).
В 2007 г. выставлялся в рамках выставки Союза Художников Беларуси «Посттрадиция» в «Галерее искусств».
В 2008 г. принял участие в Культурном десанте из Беларуси в Пекине.

## Достижения
С 2000 г. — член Подкомитет по Государственным премиям Республики Беларусь в области литературы, искусства и архитектуры .
С 2007 г. — член Экспертного совета по премиям Союзного государства в области литературы и искусства при Постоянном Комитете Союзного государства .
В 2008 г. стал героем книги Б. А. Крепака «Владимир Товстик. Ладья Времени: Серебро и золото палитры на холсте размышлений», 334 стр.
Работы находятся в Национальном художественном музее Беларуси, Музее современного изобразительного искусства Беларуси, коллекции Союза Художников Беларуси, Бакинском художественном музее им. Мустафаева (Азербайджан), в коллекциях Министерства культуры Беларуси и России, галерее «Питер Брейгель» (Голландия), галерее «Марка Датрина» (Италия), Музее русского искусства (Нью-Джерси,США), Zimmerli Art Museum (США), а также в частных собраниях Финляндии, Германии, Словении, Швейцарии, Греции, Израиля, Польши, Беларуси  и России.